# 夏色Celebration
『夏色Celebration』（なついろセレブレーション）は、ヒューネックスより1999年10月8日にWindows向けとして発売されたゲームソフト。

## 概要
高校生を主人公とした恋愛シミュレーションゲーム。CGの描写が異なるR指定版もイベントで限定発売された。
その後、コンシューマーゲーム機への移植作品がディースリー・パブリッシャーよりSIMPLEシリーズとして『THE 恋愛シミュレーション 〜夏色セレブレーション〜』のタイトルで発売されている。2000年8月24日にSIMPLE1500シリーズとしてPlayStation版が、2002年9月26日にSIMPLE2000DCシリーズとしてドリームキャスト版が発売された。また、2010年4月28日にはPlayStation版がゲームアーカイブスから配信された。これらの移植では、イベントCGの修正およびカット、シナリオの修正などの変更が行われている。
また、海外移植もされており、繁体字中国語版とハングル版が存在する。

## システム
毎日の外出先で各ヒロインと会うことでシナリオが進行する。移動パートの前に1人のヒロインに電話をすることで居場所を知ることも可能。電話に出ない場合は、その日の移動パートイベントがない。
特徴的な点には「キャラクタージェネレーションシステム」（CGS）と「マップジェネレーションシステム」（MGS）があり、これは新しくゲームを始める度にゲームの展開・選択肢の内容や行くことができる場所が変化するというもの。毎日のように用意されている移動パートでのイベントの殆どが、シナリオが分岐する条件になっている。

## あらすじ
私立高校「清風学院」に通う主人公・神崎弘介（名前変更可能）は、8月の一ヶ月間夏期講習やアルバイトをこなしながら高校生活最後の夏休みの思い出を作っていく。
弘介は父親から「21日に実家に帰ってこい」という連絡を受けており、物語は大きく21 - 23日の帰省を境にして3つの期間に分けられる。

## 登場人物
神崎 弘介
声 - なし
誕生日:9月1日 身長:178cm 年齢:17歳 血液型:B型 職業 高校3年生
主人公で、都会の高校に通う3年生。生活はややだらしないが、顔立ちは悪くなく人当たりも良い。全体的に見れば、普通の高校生と言える。
実家は地主の家系であるため地元では名士であり、弘介が都会の高校にやってきたのは家からの束縛を嫌ったことが大きい。
朝香 久美子（あさか くみこ）
声 - 吉田小百合
誕生日:7月7日 身長:162cm 年齢:18歳 血液型:O型 職業 高校3年生
弘介の高校3年間を通じての同級生。さばさばした性格で弘介とは軽口を叩きあっているが、世話焼きな一面も持ち弘介からはお節介とも思われている。
京野 夕凪（きょうの ゆな）
声 - 柳瀬なつみ
誕生日:11月26日 身長:158cm 年齢:17歳 血液型:A型 職業 高校3年生
弘介のクラスメイトで、久美子とは親友の間柄にある。幼い頃に医者であった母親を亡くしている。学業は優秀だが、性格は引っ込み思案な気質が強い。
高瀬 絵里菜（たかせ えりな）
声 - 住友優子
誕生日:5月31日 身長:172cm 年齢:20歳 血液型:O型 職業 大学2年生
弘介がアルバイトとして働くファーストフード店「ヨッテリア」の先輩。弘介には大人のお姉さんとしての態度で接してくれる。恋人の事で悩んでいる。
須藤 彩（すどう あや）
声 - 鈴木砂織
誕生日:2月4日 身長:155cm 年齢:18歳 血液型:B型  職業 フリーター
弘介が街中で出会ったマイペースな性格の女の子。現在はフリーターだがカメラマンを目指しており、自身の感動を人に伝えることを目標にしている。
桜咲 真歩（おうさき まほ）
声 - 中山真奈美
誕生日:8月15日 身長:145cm 年齢:10歳 血液型:AB型 職業 小学5年生
学生寮の近所に住む小学生。人懐っこい純真な性格で、主人公を「お兄ちゃん」と呼んで甘えてくる。
桜野 恵瑠（さくらの える）
声 - 中山真奈美
誕生日:8月15日 身長:163cm 年齢:17歳 血液型:AB型 職業 アイドル
人気急上昇中のアイドルで、「チェリッシュ・エル」という通称を持つ。弘介や誠は彼女の大ファン。
小早川 雫香（こばやかわ しずか）
声 - 井上美紀
誕生日:8月30日 身長:165cm 年齢:17歳 血液型:A型 職業 高校3年生
実家に戻った弘介が許婚として紹介された少女。落ち着いた性格だが、幼いころから弘介のことを将来の伴侶として聞かされたため想いが深い。
川島 武司（かわしま たけし）
声 - 渡辺武彦
誕生日:6月28日 身長:176cm 年齢:18歳 血液型:AB型 職業 高校3年生
弘介のクラスメイト。弘介も所属する剣道部の主将で、弘介と同じ学生寮に住む。
日比野 誠（ひびの まこと）
声 - 西脇保
誕生日:6月15日 身長:165cm 年齢:18歳 血液型:B型 職業 高校3年生
弘介のクラスメイト。言動は丁寧だが楽天的なお調子者で、流行にも詳しい。
ヨウ
声 - 柳瀬なつみ
夜の街で弘介が出会った少女。自由奔放な性格で遊びを好み、弘介には態度が馴れ馴れしい。
神崎 一弘
声 - 麻生智久
弘介の父親。厳格な頑固者で、弘介に突然許婚との結婚を押しつけてくる。
神崎 千鶴
声 - 二木静美
弘介の母親。一弘と比べると息子への態度は柔らかく、弘介の将来を願って決断を求める。
小池 佐登子
声 - 大塚みずえ
弘介が住んでいる寮の管理人。
沢田 彰
声 - 滝下毅
絵里菜の彼氏。しかしなぜか態度は冷たく、絵里菜とはただならぬ雰囲気が漂っている。

## スタッフ
- 作画 - ガイナックス
- キャラクターデザイン・作画監督 - 高橋タクロウ
- プログラム - 清水健次
- 音楽 - 多賀谷洋子